# عمو فیتیله‌ای‌ها

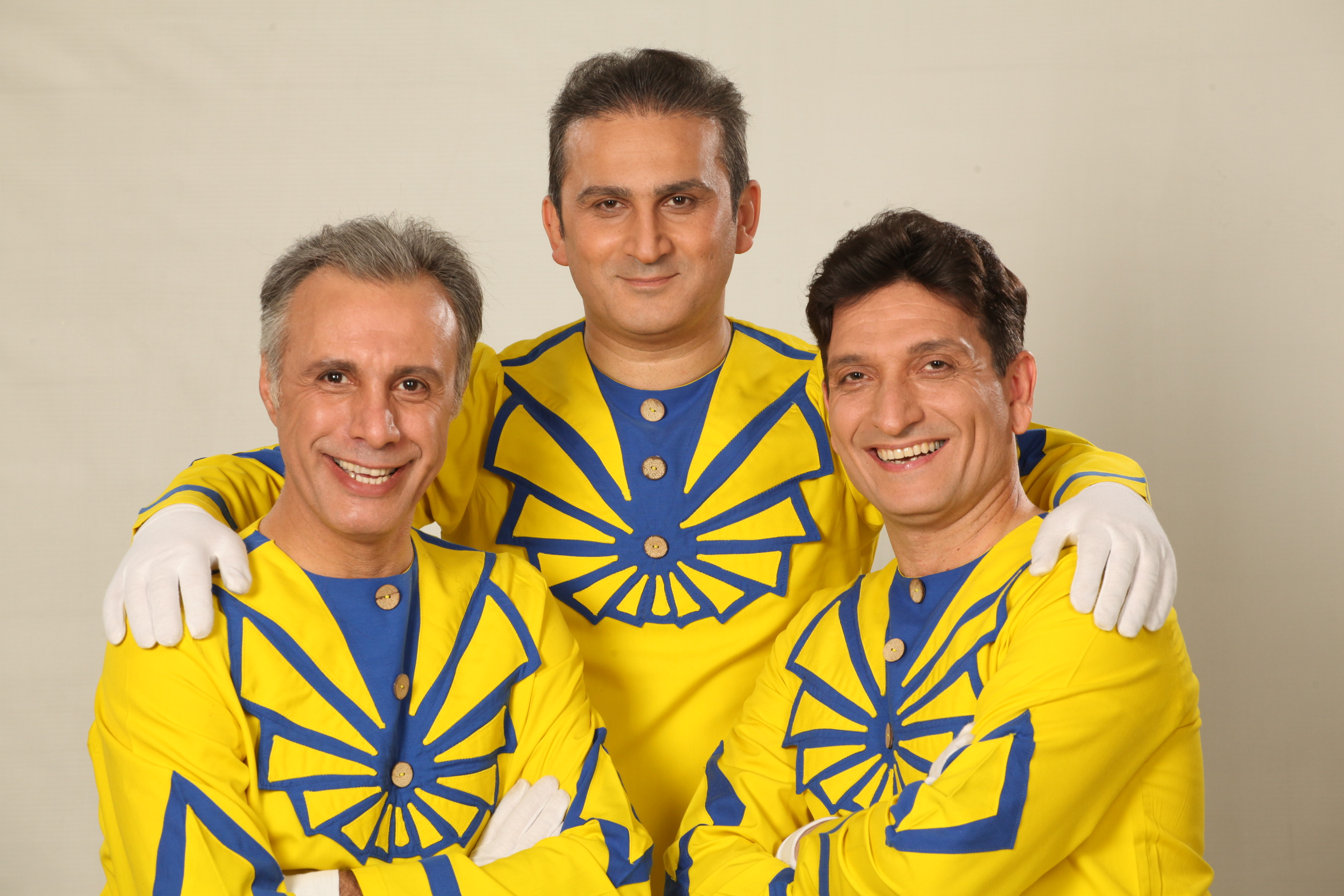
از راست به چپ: حمید گلی، محمد مسلمی، علی فروتن

عمو فیتیله‌ای‌ها، گروه هنری ایرانی متشکل از حمید گلی، محمد مسلمی و علی فروتن است. آنها اعضای پیشین گروه تئاتر «چهره‌نما» بودند که با هم به صورت مستقل در تلویزیون و تئاتر برای کودکان اجرا می‌کردند. این گروه در فروردین ۱۳۸۱ فعالیت خود را در تلویزیون ایران آغاز کرد.

## اعضا

### حمید گلی
حمید گلی در ۱۰ فروردین ۱۳۴۸ در تهران به دنیا آمد. او در مجتمع آموزشی سینما در رشته کارگردانی و بازیگری فارغ‌التحصیل شد و از سال ۱۳۶۴ به صورت حرفه‌ای در صحنه تلویزیون به فعالیت پرداخت.

### محمد مسلمی
محمد مسلمی در ۸ تیر ۱۳۴۸ در انزلی متولد شد و اصالتاً آذربایجانی و از خطهٔ اردبیل است. او در مجتمع آموزشی سینما در رشته کارگردانی و بازیگری فارغ‌التحصیل شد و نیز دوره‌های آموزشی حمید سمندریان را طی کرد و از سال ۱۳۶۴ به صورت حرفه‌ای در صحنه تلویزیون به فعالیت پرداخت. وی کارگردان برنامه فیتیله بوده است.

### علی فروتن
علی فروتن در ۳ بهمن ۱۳۴۶ در بروجرد متولد شد و اصالتاً بروجردی است. او در مجتمع آموزشی سینما در رشته کارگردانی و بازیگری فارغ‌التحصیل شد و نیز دوره‌های آموزشی حمید سمندریان را طی کرد و از سال ۱۳۷۳ به صورت حرفه‌ای در صحنه تلویزیون به فعالیت پرداخت. او به غیر از برنامه‌های مرتبط با مجموعهٔ فیتیله‌ای‌ها، در مجموعهٔ کارگاه خصوصی من، قاتینگا و پاتینگا در شهر، و سریال عکاسخانه نیز نقش‌آفرینی کرده است.

## تاریخچه
مسلمی، گلی و فروتن در سال ۱۳۶۴ زمانی که در مدرسهٔ هنر و ادبیات صدا و سیما بودند، گروهی به نام گروه تئاتر چهره‌نما تشکیل دادند. اولین کار حرفه‌ای این گروه با نام جنگ زنگ بیداری برای گروه کودک شبکه یک در سال ۱۳۶۷ انجام شد. پس از آن فعالیت این گروه عمدتاً به صورت اجراهای زنده در برنامه‌های کودکان در تلویزیون ایران بوده است، اگر چه اجراهای زندهٔ دیگری نیز به صورت سیّار داشته‌اند، از جمله در اردوگاه‌های افغان پس از جنگ افغانستان.

### فیتیله، جمعه تعطیله
اولین برنامهٔ این گروه در سری فیتیله‌ای‌ها برنامهٔ فیتیله جمعه تعطیله بود که از فروردین سال ۱۳۸۱ با تهیه‌کنندگی مجید قناد تولید و از شبکه دو تلویزیون ایران پخش می‌شد. در اسفند ۱۳۸۹ خبرهای ضد و نقیضی راجع به پایان تولید این برنامه منتشر شد که بعداً به اختلاف نظرها بین گروه فیتیله‌ای‌ها و تهیه‌کنندهٔ برنامه مربوط دانسته شد. این در حالی است که در همان سال خبر جدایی قناد از این برنامه داده شده بود و رفتن قناد برای «حفظ جذابیت برنامه» توصیف شده‌بود. سال‌های ۸۹–۱۳۸۶ پرکارترین، محبوب‌ترین و پراهمیت‌ترین سال‌های فعالیت این گروه بود.

### فیتیله ۲
در سال ۱۳۹۰ خبر از بازگشت این برنامه به شبکه دو داده شد. این برنامه ابتدا قرار بود با نام «فیتیله شبانه» و برای پخش از شبکه دو در جمعه شب‌ها تولید شود اما بعداً ساعت پخش آن به بعد از ظهر جمعه تغییر کرد.این برنامه تا سال ۱۳۹۲ توسط محمود شهریاری اجرا می‌شد و پس از آن مهرداد نظام آبادی اجرای آن را بر عهده گرفت. این برنامه سرانجام در تاریخ ۱۵ آبان ۱۳۹۴ به دلیل پخش سکانس جنجالی هتل فیتیله‌ای و توهین به ترک‌زبانان توسط صدا و سیما تعطیل اعلام شد. پخش این سکانس جز جنجالی‌ترین حواشی‌های صدا و سیما محسوب شد و اعتراض اقوام ترک ایران را به همراه داشت.

### فیتیله و ماه‌پیشونی
در سال ۱۳۹۰ این گروه از شروع فعالیت سینمایی خبر داد. اولین فیلم این گروه «فیتیله و ماه‌پیشونی» نام داشت که در سال ۱۳۹۰ تصویربرداری آن آغاز شد و در سال ۱۳۹۱ در سینماهای ایران به نمایش درآمد که با استقبال خوبی مواجه شد.

## حواشی

سکانسی که باعث توقیف برنامه تلویزیونی فیتیله شد.

پس از پخش نمایش هتل فیتیله‌ای در ۱۵ آبان ۱۳۹۴ و انتقاداتی که به دیالوگ‌های این نمایش از سوی ترک‌زبانان ایران، انجام شد، پخش این مجموعه متوقف شد. صدا و سیمای ایران در بیانه‌ای رسمی، دلیل توقف پخش این مجموعه را وجود «دیالوگ‌هایی به زبان ترکی آذربایجانی» در این مجموعه اعلام کرد که «باعث تمسخر و در نتیجه رنجش خاطر و ناراحتی» ایرانیان ترک‌زبان را به دنبال داشت. برخی منابع توقف فوری پخش برنامه را تلاشی برای جلوگیری از دامنه‌دار شدن خشم ترک‌زبانان ایران دانستند. شورای امنیت کشور به تلویزیون ایران دربارهٔ این برنامه هشدار داد و از رئیس سازمان صدا و سیما خواست که از مردم عذرخواهی کند. با این حال، و علی‌رغم عذرخواهی رئیس صدا و سیما بابت این اتفاق، برخی خبرگزاری‌ها از تجمّع ترک‌زبان‌ها در چند شهر ایران در اعتراض به این رویداد خبر دادند. یکی از نمایندگان ارومیه در مجلس شورای اسلامی نیز در واکنش به این برنامه آن را توهین آمیز خواند.

## آثار
- فیتیله، جمعه تعطیله، شبکه دو. (۱۳۸۱–۱۳۸۹)[۲۳]
- قاطینگا و پاتینگا در شهر، فیلم تلویزیونی. (۱۳۸۸)[۲۴]
- فیتیله ۲، شبکه دو. (۱۳۹۰—۱۳۹۴)[۲۵]
- فیتیله و ماه‌پیشونی، سینما. (۱۳۹۰).[۲۶]
- آسه آسه قصه قصه، رسانه خانگی. (۱۳۹۱)[۲۷][۲۸]
- دوقلوها، شبکه دو. (۱۳۹۸)[۲۹][۳۰]
- فی تی لند، نمایش خانگی. (۱۴۰۳)[۳۱]
- دوقلوها در شهر پنج ستاره، شبکه دو. (پس تولید)[۲۹][۳۰]
- چای‌خانه باغ پریان، تئاتر.[نیازمند منبع]

## جوایز
از دستاوردهای این گروه می‌توان به دریافت دو جایزه رادیویی و تلویزیونی اتحادیه رادیو تلویزیونی آسیا-اقیانوسیه و کسب موفقیت‌های مختلف در جشنواره‌های تئاتر کشوری در دو حوزه بزرگسال و کودک اشاره کرد. همچنین برنامه این گروه جزو اولین برنامه‌هایی بود که از شبکه جام جم آمریکا پخش شد و توانست حوزه مخاطبان خود را از سطح ملی به بین‌المللی برساند. از دیگر افتخارات این گروه می‌توان به ساخت پربیننده‌ترین برنامه تلویزیون در نوروز سال ۸۸ اشاره کرد.